# Zimányi Magdolna
Zimányi Magdolna, Zimányi Józsefné, született Györgyi Magdolna (Budapest, 1934. november 29. – Budapest, 2016. március 27.) számítástechnikus és matematikus, a magyar számítástechnika egyik úttörője. Férje Zimányi József, Széchenyi-díjas fizikus volt.

## Pályafutása
1953-tól az ELTE Természettudományi Kar matematika szakára járt, ahol 1959-ben diplomázott le. Évtizedekig a KFKI-nál dolgozott. A Magyar Tudományos Akadémia Wigner Fizikai Kutatóközpont Részecske- és Magfizikai Intézet tudományos munkatársa volt. 1995-ben alapítója és tevékeny résztvevője volt a Magyar Elektronikus Könyvtárnak. A NIIF Műszaki Tanácsában a KFKI képviseletében több éven át folytatott szakmai tevékenységet, illetve a 2000-es évek elején részt vett az Etikai Bizottság tagjaként a Felhasználói Szabályzat létrehozásában. 1992 és 2004-es nyugdíjba vonulása között a KFKI RMKI Számítógép-hálózati Központjának igazgatója volt. Nyugdíjba vonulása után is folytatta szakmai tevékenységét, számos szervezet munkájában részt vállalva.
Tagja volt több szervezetnek is, mint amilyen az Internet Társaság, a Nagyenergiájú Fizikai Számítástechnikai Koordinációs Bizottság Technikai Tanácsadó Albizottsága, a Neumann János Számítógép-tudományi Társaság vagy a Magyar Elektronikus Könyvtár Egyesület. Számos számítástechnikai, informatikai és számítógép-hálózati publikációja jelent meg az évek során.

## Díjai
- Életmű díj (NJSZT, 2009)
- Hungarnet-díj (HUNGARNET Egyesület, 2008)

## Publikációi
- Zimányi Magdolna (Györgyi) : The Hungarian room designed by Dénes Györgyi at the University of Pittsburgh = A pittsburgh-i egyetem Györgyi Dénes által tervezett magyar terme / Zimányi Magdolna (Györgyi). In: Ars decorativa. – (2012) 28., p. 23-40. Online hozzáférés
- Drótos László ; Moldován István ; Zimányi Magdolna : "15 YEARS – 15 BOOKS" Celebrating the 15th anniversary of the Hungarian Electronic Library In: Bulletin. – (2010) 9., p. 51. http://epa.oszk.hu/00800/00886/00010/pdf/OSZK_Bulletin_2010_51.pdf
- Zimányi Magdolna : Az Internet a magyar sajtó tükrében In: Debreceni Szemle. – 4. (1996) 2., p. 274.
- Gladkih Irina; Lovas Erika; Zimányi Magdolna : Egzakt matematika számítógéppel In: Fizikai szemle. – 35. (1985) 6., p. 201-212.
- Szalay Istvánné ; Zimányi Magdolna : Fizikusok és az internet In: Fizikai szemle. – 45. (1995) 11., p. 362-370. URL http://fizikaiszemle.hu/old/archivum/fsz9511/szi9511.html Archiválva 2022. november 27-i dátummal a Wayback Machine-ben
- Zimányi Magdolna: Telbisz Ferenc 1932–2010 In: Fizikai szemle. – 60. (2010) 3., p. 104. URL: http://fizikaiszemle.hu/archivum/fsz1003/telbisz1003.html Archiválva 2016. augusztus 7-i dátummal a Wayback Machine-ben
- Zimányi Magdolna, Moldován István, Drótos László : Mérföldkövek a Magyar Elektronikus Könyvtár életében In: Könyv, könyvtár, könyvtáros. – 19. (2010) 9., p. 31-36. URL: http://ki.oszk.hu/3k/2011/07/merfoldkovek-a-magyar-elektronikus-konyvtar-eleteben/ Archiválva 2016. szeptember 19-i dátummal a Wayback Machine-ben URL: http://epa.oszk.hu/01300/01367/00235/pdf/
- Zimányi Magdolna : Legeza Ilona, 1950-2011 In: Könyv, könyvtár, könyvtáros. – 21. (2012) 1., p. 55-57. URL: http://epa.oszk.hu/01300/01367/00197/pdf/EPA01367_3K_2012_01_055-057.pdf
- Zimányi Magdolna (1934-) : Egy nap In: Magyar napló. – 18. (2006) 9., p. 24-28.
- Zimányi Magdolna : A Pittsburghi Egyetem György Dénes által tervezett Magyar Terme In: Magyar szemle. – 21. (2012) 5-6., p. 136-154.
- Zimányi Magdolna : A Magyar Elektronikus Könyvtár In: Magyar tudomány. – 48.(108.) (2001) 2., p. 204-211. URL: http://epa.oszk.hu/00700/00775/00027/204-211.html
- Zimányi Magdolna : A magyar helyesírást fenyegető veszélyekről In: Magyar tudomány. – 38 (100) (1993) 7., p. 874-876.
- Drótos László ; Moldován István ; Zimányi Magdolna : „15 év – 15 könyv” A Magyar Elektronikus Könyvtár 15 éves fennállására In: Mercurius. – (2010) 1., p. 51. URL: http://epa.oszk.hu/00800/00885/00010/pdf/
- Zimányi Magdolna : HIX-buli Budapesten In: Természet világa. – 127. (1996) 3., p. 132-133.
- Zimányi Magdolna : Elektronikus könyvtár fizikai kutatóintézetben In: Tudományos és műszaki tájékoztatás. – 44. (1997) 3., p. 109-114. URL: http://tmt.omikk.bme.hu/show_news.html?id=2101&issue_id=63
- Szalay Istvánné, Vámos Judit, Zimányi Magdolna : História – Tudósnaptár In: Tudományos és műszaki tájékoztatás. – 58. (2011) 8., p. 339-347. : ill. URL: https://tmt.omikk.bme.hu/tmt/article/view/866
- Zimányi Magdolna, Kálmán László, Fadgyas Tibor : A LISP programozási nyelv Budapest : Műszaki Kvk., 1989, ISBN 963 10 8183 4 URL: http://mek.oszk.hu/07200/07258